# سونی اکس‌پریا زد۱
سونی اکسپریا زد۱ (به انگلیسی: Sony Xperia Z1) یک تلفن هوشمند است که در سپتامبر ۲۰۱۳ توسط ارتباطات همراه سونی معرفی شد. مشخصه‌های این گوشی شامل نمایشگر تمام‌اچ‌دی ۵ اینچ با تراکم پیکسل ۴۴۱ پیکسل در هر اینچ، دوربین ۲۰ مگاپیکسل با لنز اختصاصی سونی، بدنه مقاوم در برابر نفوذ مایعات و گرد و خاک و همچنین پردازنده چهارهسته‌ای اسنپ‌دراگون ۸۰۰ به همراه پردازشگر گرافیکی آدرنو ۳۳۰ است.
دوربین مجهز به لنز خانواده G با قبلیت ثبت تصاویر در ابعاد ۲۰٫۷ مگاپیکسل اصلی‌ترین ویژگی‌های Z1 محسوب می‌شوند. Z1 دارای ابعادی برابر با ۱۴۴ × ۷۳٫۹ × ۸٫۳ میلی‌متر می‌باشد و سونی آن را بر اساس استاندارد IP58به صورت ضدآب و گرد غبار طراحی نموده‌است. برای پوشش بدنه Z1 در قسمت پشت و جلو از پوشش شیشه‌ای OmniBalance استفاده شده و قاب اصلی دستگاه بر خلاف Z پلاستیکی از آلومینیوم می‌باشد. برای این مدل یک صفحه نمایش فول اچ دی در ابعاد ۵ اینچ در نظر گرفته شده که از تکنولوژی‌ها X Reality و Triluminos نیز پشتیبانی می‌کند. دوربین ۲۰٫۷ مگاپیکسلی Z1 از سنسور ExmorRS استفاده می‌کند و به لنزهای خانواده G سونی تجهیز شده‌است. ۲ گیگابایت حافظه پردازشی رم، باتری ۳۰۰۰ میلی‌آمپر ساعتی و پشتیبانی از درگاه کارت حافظه از جمله دیگر ویژگی‌های آن است.